# Императорские провинции
Императорские провинции — провинции в Римской империи, наместники которых назначались императором. Самыми первыми императорскими провинциями были Лугдунская Галлия, Лузитания и Сирия. В основном эти провинции имели стратегическое значение. Разделение на императорские и сенатские провинции было принято вскоре после прихода к власти Августа.

Статус императорских в 14 году имели следующие провинции:
- Аквитания
- Белгика
- Верхняя Германия
- Галатия
- Далмация
- Египет
- Киликия
- Корсика и Сардиния
- Коттские Альпы
- Лугдунская Галлия
- Лузитания
- Мёзия
- Нижняя Германия
- Норик
- Паннония
- Пеннинские Альпы
- Приморские Альпы
- Реция
- Тарраконская Испания
- Сирия
- Фракия